# 冠蓝鸦
冠蓝鸦（英文：blue jay），又名蓝松鸦、藍樫鳥，是雀形目鸦科冠蓝鸦属的鸟类，原产於北美洲，主要分布於美国落基山脉以东、圣皮埃尔和密克隆群岛和加拿大南部，属於新北界松鸦，与其他的鸦科亲缘关系较远，而在北美洲松鸦中，只有冠蓝鸦和暗冠蓝鸦有顶冠。它们适应性强，好奇好斗，聪明顽皮，杂食性，在几十年中已被引入多个新栖息地。冠蓝鸦的外表非常引人注目，这就有利於人们发现它们，观察它们迷人的外表和姿态。
种加词cristata为拉丁语，意为“有顶冠的”，属名Cyanocitta来自希腊语，由cyanos（κυανοϛ）和citta（κίττα）两部分组成，两者的意思分别为“蓝色的”和“鸟”。

## 分布
冠蓝鸦的分布区包括加拿大南部，延伸至美国东部和中部，南界至佛罗里达州和得克萨斯州东北部。分布区西界为落基山脉以东，是其近缘种暗冠蓝鸦（Cyanocitta stelleri）的分布区边界，这些区域覆盖着干旱针叶林和灌木，是它们共同的栖息地，落基山脉以西是暗冠蓝鸦的分布区，不过它们的栖息地与冠蓝鸦的栖息地类似。近年来，冠蓝鸦的分布范围向西北方向扩张，这样一来，它们在美国北部和加拿大南部的太平洋沿岸虽然很少见，但却是定期出现的越冬鸟类，而加利福尼亚州曾出现迷鸟。由於目前冠蓝鸦和暗冠蓝鸦的分布区重叠，它们有时会相互杂交。它们的繁殖区包括艾伯塔中部、薩斯喀徹溫及曼尼托巴南部，东至安大略省中部和南部以及魁北克南部、纽芬兰岛、新不倫瑞克、爱德华王子岛和新斯科舍。在冠蓝鸦分布区的最北端，人们可能会同时看到冠蓝鸦和灰噪鸦（Perisoreus canadensis），灰噪鸦这种鸟在林木線以北很远的地区繁殖。在佛罗里达州中部，冠蓝鸦与丛鸦（Aphelocoma coerulescens）共存。

### 栖息地
在广大的分布区中，冠蓝鸦生活在多种不同类型的栖息地，包括佛罗里达州的松林和安大略省的云冷杉林。它们偏爱包括橡树和山毛榉的混合林，而在较为茂密的森林中要相对少见。它们对人类活动已经习以为常，时常出现在公园和住宅区，特别是有喂食器和橡树的地方。如果森林被砍伐後，人类活动能为它们创造其他的生活环境，它们就能较好地适应大规模的森林開伐。

## 特征

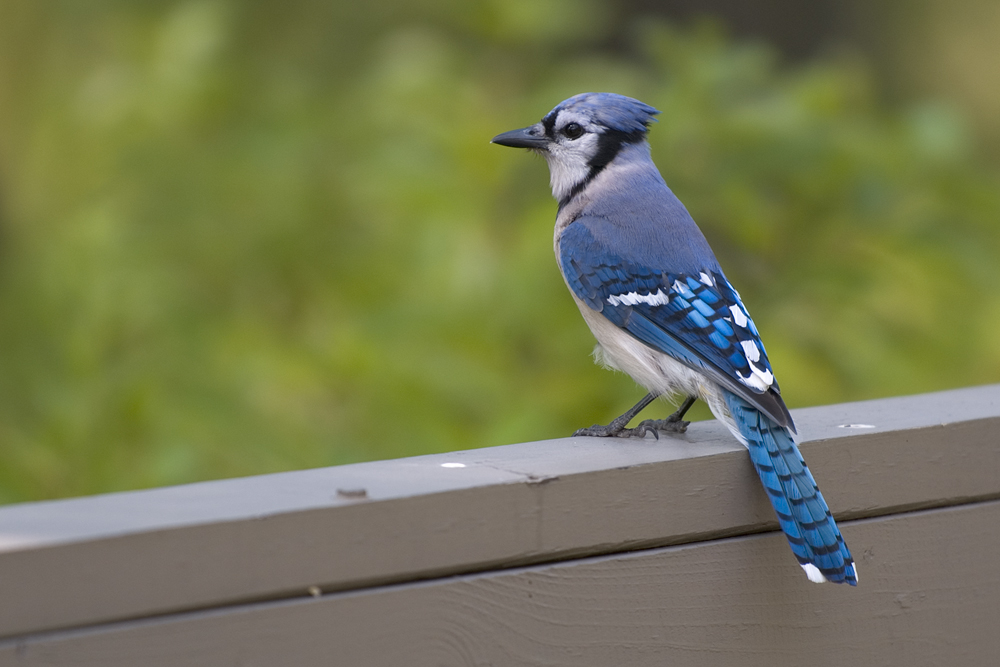
眺望远处的冠蓝鸦，摄於美国明尼蘇達州

冠蓝鸦从喙至尾体长22－30厘米，重70－100克，翼展34－43厘米。顶冠明显，可受它们心情的影响而升降。当它们兴奋、进攻和求偶时，顶冠会高高立起；受到惊吓时，顶冠会如毛刷一般四面张开；而当它们与其他北美洲松鸦一起觅食或休息时，顶冠是平铺在头顶上的。在求偶和飞行中，当它们表示服从时，它们会蹲下并抖松羽毛，并立起顶冠。
它们顶冠的羽色为薰衣草蓝或淡蓝色，颈后、翅膀内侧、尾羽内侧和面部为白色。腹部为米白色，颈部有黑色领环，延伸至面部两侧，这些黑色部分的形态有很大的个体差异，有助於冠蓝鸦互相辨认。初级飞羽和尾羽主要为天蓝色，并有明显的黑色和白色线条。喙、腿和眼睛均为黑色。雄鸟和雌鸟外形几乎完全相同，只不过雄鸟体型稍大。它们的喙很强壮，能咬开坚果和橡子，这样就可以吃谷物和种子，不过它们也觅食昆虫，如甲虫、蚱蜢和毛虫。

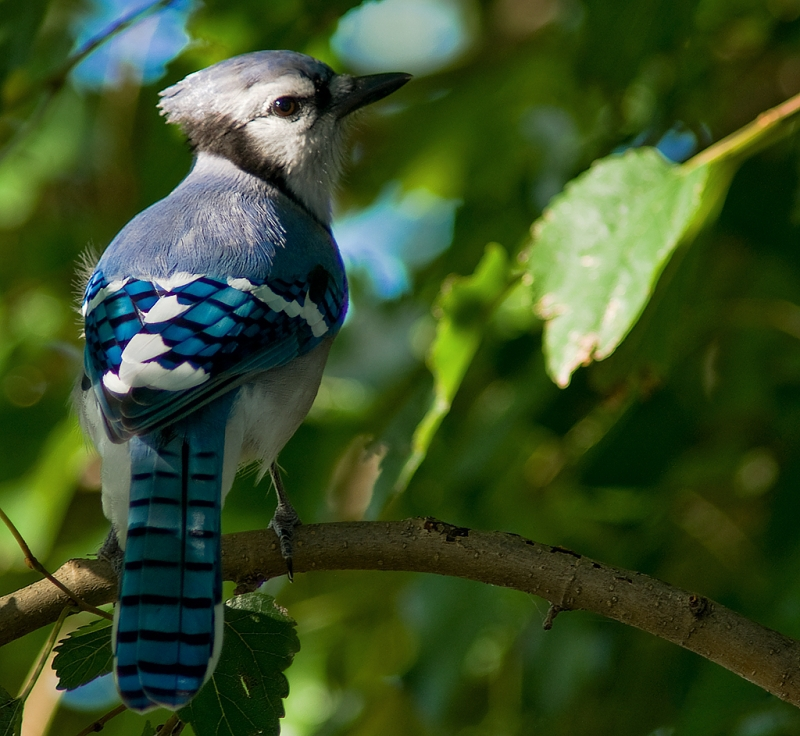
冠蓝鸦背面观，摄於美国特拉华州

与其他蓝色调的鸟类一样，冠蓝鸦的蓝色并不是由色素显现，而是由於光在羽毛内部发生干涉而导致的结果，如果蓝色羽毛被碾碎的话，由於内部结构被破坏，蓝色就消失了，而是会显现出羽毛本身由黑色素显现出的棕褐色。由这种方式显现出的颜色被称为结构色彩。
冠蓝鸦飞行速度不算快，平常时速约为32－40千米/小时（9－11米/秒），在开阔的地面时能被鹰和猫头鹰捕获。飞行时，它们身体和尾保持水平，翅膀缓慢的拍打。
它们被认为是森林和城镇中的一道风景线，如鸟类学家奥杜邦所说：“它们翅膀的运动姿态非常优美，从一棵树飞到另一棵树；它们展开双翅和尾羽，展示出它们优美的体型，动人的色泽，它们所有的美丽，从来不会使观鸟者扫兴。”
已知最长寿的环志过的野生冠蓝鸦的寿命达到至少17年6个月，一般的野生冠蓝鸦寿命为10－15年，而一只家养雌性冠蓝鸦寿命达到了26年3个月。

### 鸣叫

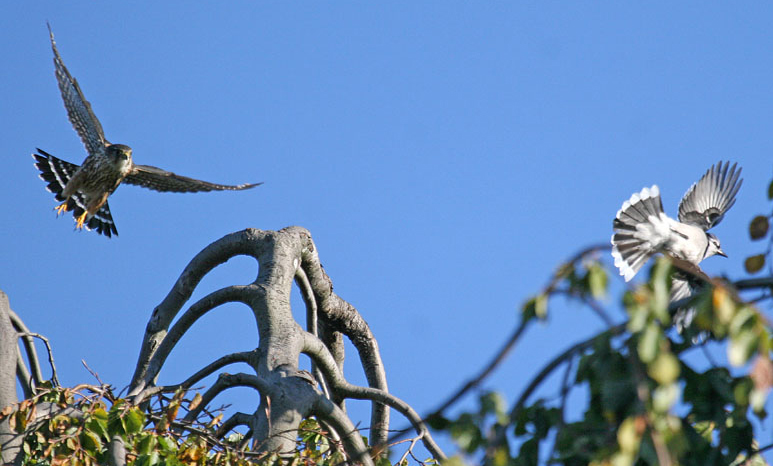
灰背隼正在追逐冠蓝鸦

冠蓝鸦可以发出很多种不同的声音，而不同个体的鸣叫方式也是较为明显的。像其他鸦科一样，它们能模仿人类的说话声。冠蓝鸦也能模仿它们栖息地中的鹰的鸣叫声，因此有时不易分辨出它们。它们最常模仿赤肩鵟（Buteo lineatus）的鸣叫声，这样做是为了告知周围的冠蓝鸦老鹰在附近，或是欺骗其他的动物以使它们相信老鹰就要来了。它们的鸣叫声变化多端，在大多数北美洲松鸦中可算得上是很典型，不过它们的警鸣还是很容易辨别出的。它们的警报叫声很巨大，很像鷗的尖厉鸣叫。它们还能发出高声调的jayer-jayer声，而它们焦躁不安的时候频率会加快。这种特别的鸣叫声很容易和山雀的慢速起始鸣叫声chick-ah-dee-ee混淆。冠蓝鸦会利用这些鸣叫声和拟攻行为驱走如鹰一类的潜在天敌，防止它们接近自己的巢。
冠蓝鸦在近距离交流时也会使用极为安静的叫声，几乎是人类难以察觉的，包括咔咔、咯咯、嗡嗡、嘎嘎以及铃声等声音。这类叫声中最有特点的一种被称为“生锈的水泵声”，因为这种声音像古旧的手动水泵声。在春天，它们会发出轻柔的鸣啭。包括冠蓝鸦在内的鸦科鸟类与其他鸣禽相比很独特，因为它们能利用鸣叫声制造出非常复杂的鸣啭。一次鸣啭可能会超过2分钟。
在美国的大部分地区，人们在一年中常常能听到它们飞翔时发出的高声鸣叫，而在秋季它们鸣叫得更为频繁。在分布区北部，到了冬季，大多数鸟类都已南迁，它们的叫声就显得更为突出。

## 亚种
一般认为冠蓝鸦有4个亚种，不过这个物种中的亚种差异是非常细微的，本质上来说是渐变群。内陆亚种的分布区没有明显的区分界限，而沿岸亚种的分布区界限较为明确。
- 冠蓝鸦北方亚种 Cyanocitta cristata bromia：分布於加拿大和美国北部，体型最大的亚种，羽色非常暗哑，为很暗淡的蓝色。
- 冠蓝鸦指名亚种 Cyanocitta cristata cristata：分布於从北卡罗来纳州到得克萨斯州的沿岸地区，但不包括佛罗里达州南部。体型中等，羽衣为非常明亮的蓝色。
- 冠蓝鸦内陆亚种 Cyanocitta cristata cyanotephra：分布於美国内陆，分布范围在北方与C. c. bromia重叠。体型中等，背部和两翼为暗蓝色，与洁白的腹部形成鲜明的对比。
- 冠蓝鸦佛罗里达亚种 Cyanocitta cristata semplei：分布於佛罗里达州南部，体型最小的亚种，与C. c. bromia羽色很相似。

| 冠蓝鸦亚种                                                 | 冠蓝鸦亚种                                           | 冠蓝鸦亚种 | 冠蓝鸦亚种                              |
| ---------------------------------------------------------- | ---------------------------------------------------- | --- | --------------------------------------- |
|                                                            |                                                      | |                                         |
| Cyanocitta cristata cristata，摄於北卡羅萊納州約翰斯頓縣。 | C. c. bromia警觉地伫立着，摄於安大略省马斯科卡湖镇。 | C. c. cyanotephra放松地栖息在断木上，摄於艾奥瓦州迪索托国家野生生物保护区（DeSoto National Wildlife Refuge）。 | C. c. semplei，摄於佛罗里达州柯里爾縣。 |

## 习性

### 觅食

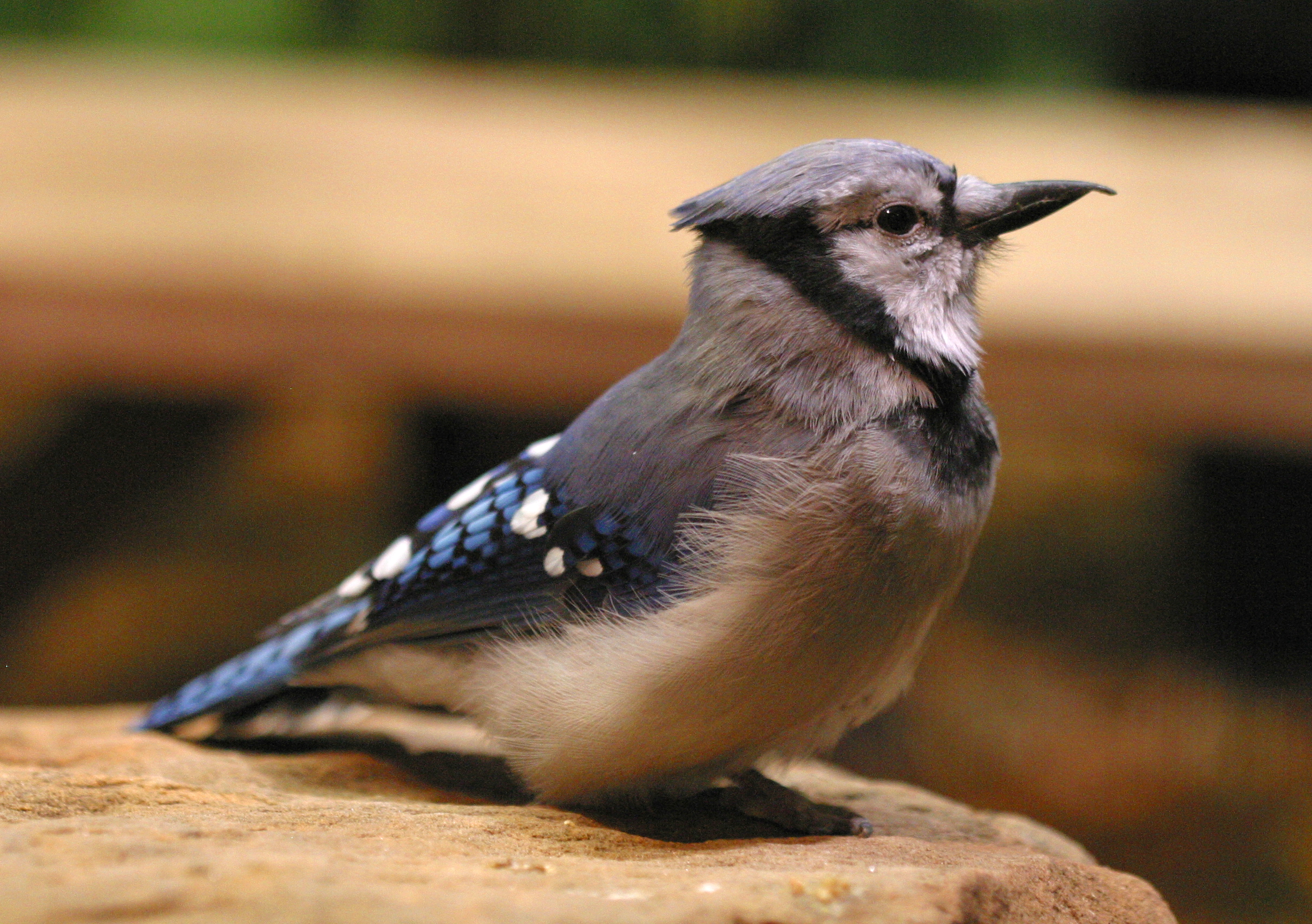
一只好奇的冠蓝鸦，摄於美国国家鸟类公园（National Aviary）

它们会在地面和树上觅食，食物类型多种多样，实际上包括各种类型的植物和动物来源，如橡子和山毛榉坚果、野草籽、谷物、水果、浆果、花生、面包、肉类、多种小型无脊椎动物、城镇公园内的剩饭、鸟类喂食器中寻找食物，极少数情况下还会食用鸟蛋和雏鸟，以及死亡或将死的成年冠蓝鸦。很多人不喜欢冠蓝鸦是因为它们会吃其他鸟类的蛋和雏鸟。然而，一项关於冠蓝鸦食性的详细研究表明，仅能证实1%的冠蓝鸦的胃中有蛋或雏鸟，它們最主要的食物實際上是堅果和昆蟲。它们捕食同类的行为不应受到谴责，因为这是它们控制种群数量的一种方式。
它们的食物构成中昆虫占了约22%，其余基本上是各种果实和种子。它们喜爱橡子，并会选择完整的、没有被象鼻虫咬坏的橡子埋在地下，或是藏在草丛或树洞中。它们一次能运送4－5枚橡子，2－3枚在喉囊中，1枚在嘴里，而喙端亦能夹住1枚。一只冠蓝鸦在秋季一季内可运送3000－5000枚橡子。它们的这些行动功不可没，因为这些行动使得橡树在末次冰期分布得更为广泛。它们有时还会储存大量食物以备今後食用，而这种行为对环境是有益的，因为它们将食物藏好後，有时会忘记食用，这样它们的行为就有助於植物的传播。冬季，冠蓝鸦会将食物，尤其是面包和葵花籽从饲喂站定期运走，然後藏在树下和灌木丛中，以备以後食用。定期的花生、混合谷物特别是葵花籽供应能将它们吸引到饲喂架上。它们喜欢用爪抓住坚果，然後将壳啄开，吃里面的果仁。

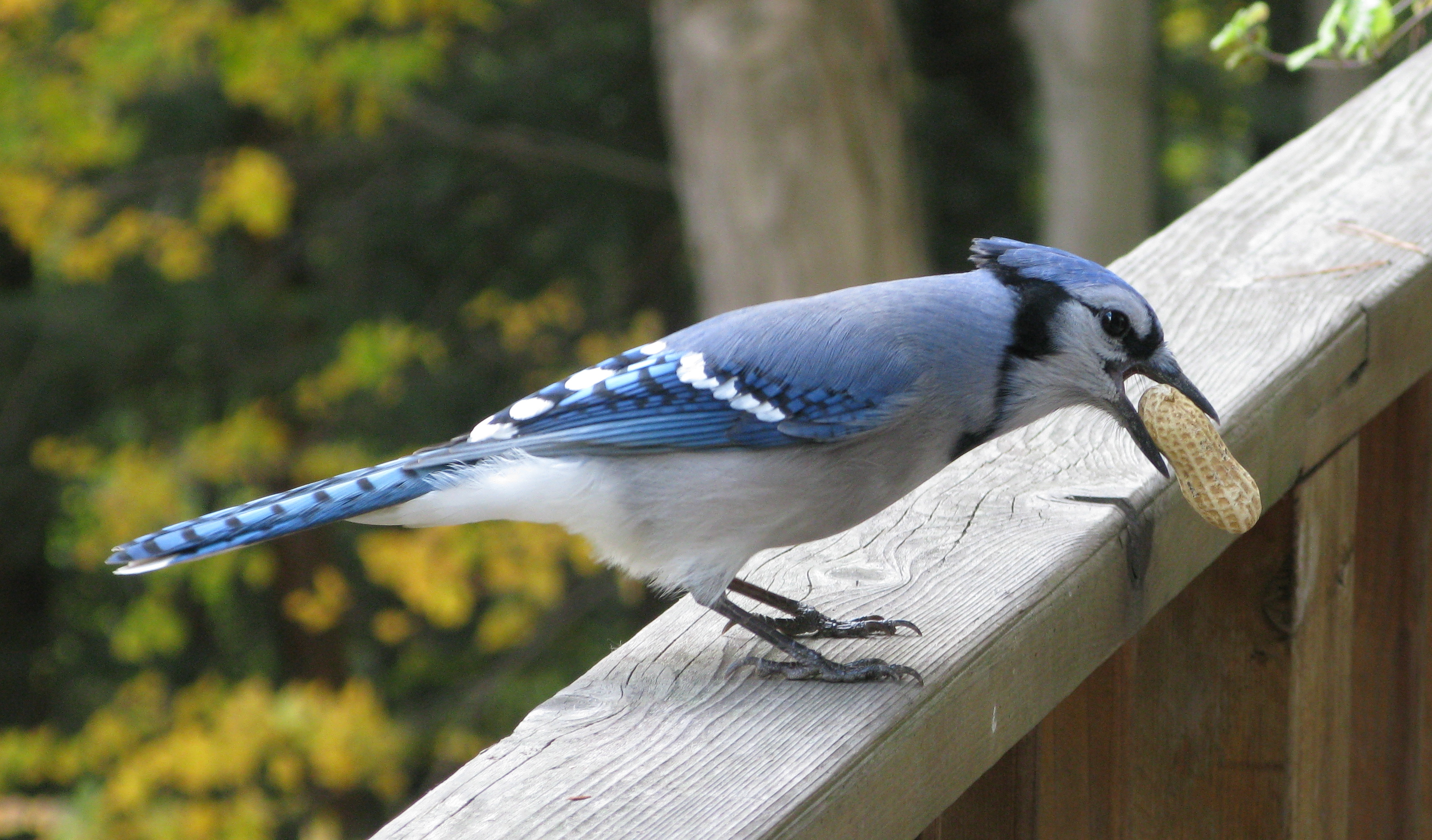
冠蓝鸦会从容地找到一个舒适的地方，然後用它强壮的喙夹碎整颗花生或是其他带壳食物

冠蓝鸦在控制害虫天幕毛虫（Malacosoma）方面也起到了很大作用。一对冠蓝鸦可以一次吃掉上百个蛹或毛虫，而这些蛹在夏初就会破茧而出。冠蓝鸦伴侣会啄开坚韧丝质的茧，并将其中的幼虫存在喉囊中，每次会为雏鸟带去多条幼虫。它们的这种行为消灭了来年春天将会孵化的上千个卵，无疑为控制害虫作出了不小的贡献。
它们有时对其他鸟类非常不友好，会把其他鸟类从喂食器或其他食物源逐走，不过这种情况不常发生，因为在这种情况下它们往往会被人们责备。而且在佛罗里达州，红头啄木鸟（Melanerpes erythrocephalus）、佛羅里達灌叢鴉（Aphelocoma coerulescens）、普通拟八哥（Quiscalus quiscula）和灰松鼠常在鸟类喂食器附近与冠蓝鸦作对，阻碍它们获得食物，而山齒鶉、哀鸽、白翅哀鸽（Zenaida asiatica）、小嘲鶇（Mimus polyglottos）和北美红雀（Cardinalis cardinaliss）偶尔也会这样做。为了对付它们，冠蓝鸦会模仿鹰的鸣叫以吓跑它们，不过当它开始进餐时，它们又会回来与它争抢。它们还会利用不同的手段吓唬其他鸟类，如此一来这些鸟就会因为惊吓而丢下自己的食物，这样冠蓝鸦就能将它们的食物偷走。

### 迁徙
生活在最北端的亚种C. c. bromia是候鸟，这是由於生存的需要。它们可能会从分布区的最北端向南飞行几百公里，但是即使是生活在北方的鸟类也不会都像它们一样南迁，而在冬季较为温和且食物充足的年份里更是不会这样做。它们在白天迁徙，结成5－250只鸟组成的松散集群，而在历史上，曾有3000多只冠蓝鸦聚集在一起迁徙，这样的情况发生在霹雳角国家公园（Point Pelee National Park），当时这些冠蓝鸦将要越过伊利湖。
只有少於20%的冠蓝鸦会迁徙，而在这些冠蓝鸦中，除了分布在佛罗里达的冠蓝鸦基本为留鸟，有些个体会常驻在一个地方，而有些个体又会常常迁徙，而这些迁徙的冠蓝鸦包括各个年龄段，毫无规律。不过一般来说，幼年冠蓝鸦比成年冠蓝鸦迁徙更为频繁。因此，虽然冠蓝鸦在北美是一种很常见的鸟类，而且关於它们的研究也开展了很多，但至今它们迁徙的原因仍是一个谜。

### 御敌
冠蓝鸦会积极的进行主动防御，当鹰、隼、浣熊、蛇、松鼠甚至人类接近它们的巢时，雄鸟和雌鸟都会攻击和驱赶它们。成年冠蓝鸦最主要的天敌是鹰、猫头鹰和隼，雏鸟的天敌包括松鼠、猫、蛇、美国乌鸦（Corvus brachyrhynchos）、其他北美洲松鸦、浣熊、負鼠以及鹰等掠食性鸟类。
冠蓝鸦对其他物种也是有益的，因为它们可以驱赶鸟类掠食者，如鹰和猫头鹰这些偶尔会捕食冠蓝鸦的鸟类，当它们发现天敌入侵自己的领区时就会尖厉的鸣叫。当鹰接近或其他危险来临时，它们能发出警鸣，这样小型鸟类就能辨别这种鸣叫声，然後寻找藏身之处。当人类接近它们的巢时，它们会展现出进攻的姿态，而当白天猫头鹰接近时，它们会对猫头鹰进行拟攻直到猫头鹰离开。

### 蚁浴
在换羽期中，冠蓝鸦会进行蚁浴，即利用蚂蚁清理身上羽毛中的污物和寄生虫。进行蚁浴的冠蓝鸦会非常激动，它们会将翅膀张开，并且用喙叼着蚂蚁翼的腹面沿着飞羽疯狂的向下擦拭。近期的研究表明，之所以它们有这种特别的举动，原因是因为新羽毛的生长会刺激皮肤，也许蚂蚁的分泌物如蚁酸等能减轻这种痛苦。它们也会利用替代品来代替蚂蚁进行蚁浴，如水果、烟草、芥末和醋。冠蓝鸦饲养者曾发现有冠蓝鸦用酸腐的果酱和护发素混在一起进行“蚁浴”，还有冠蓝鸦只用护发素，有的冠蓝鸦甚至将点燃的香烟擦拭羽毛，它们这种奇怪的行为需要更多的研究。

### 繁殖

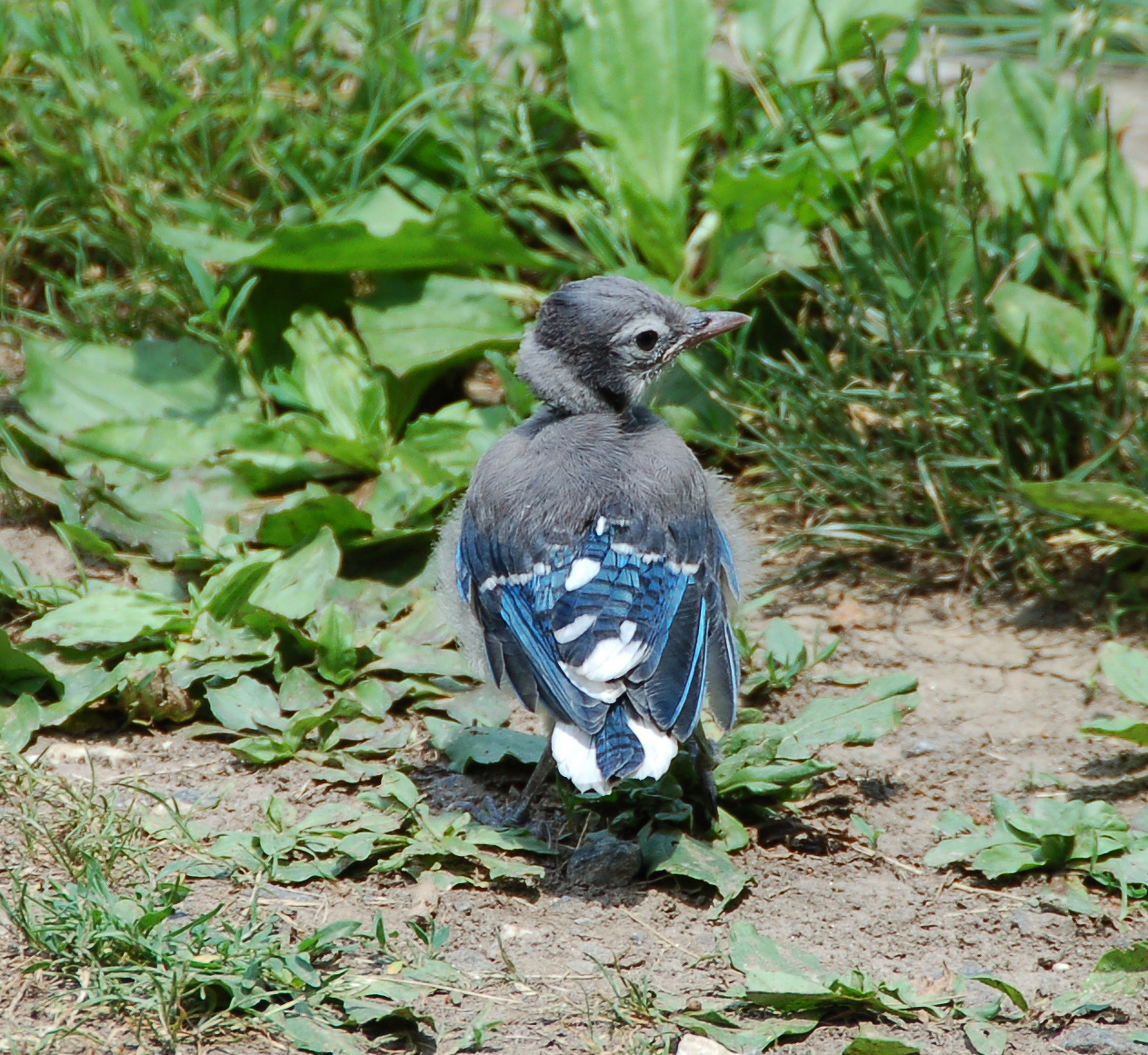
6月中旬的幼鸟

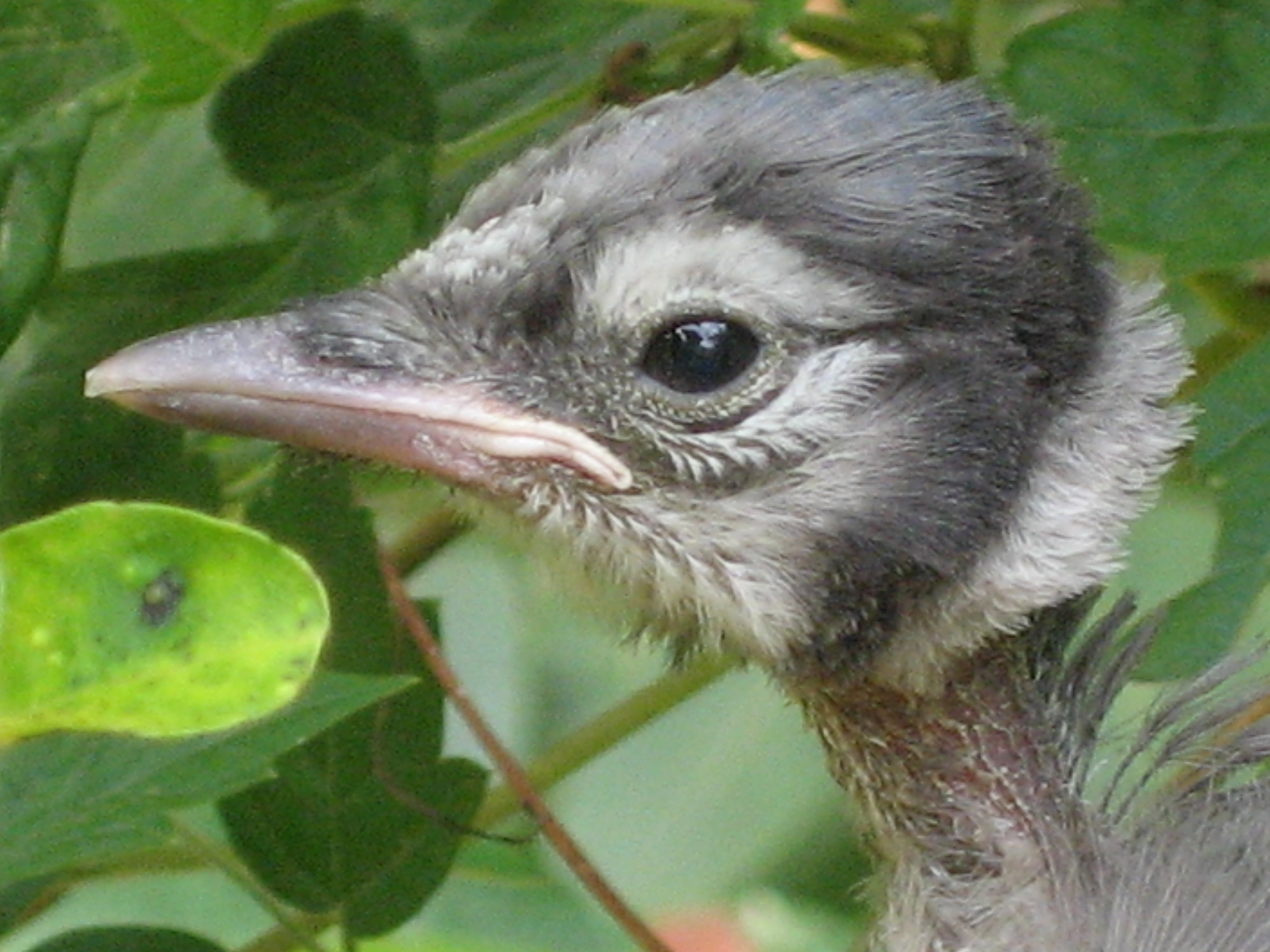
幼鸟头部侧面观

冠蓝鸦的交配期始於3月中旬，在4月中旬至5月达到高潮，至7月才结束。任何适宜的树或大灌木丛都可被用来筑巢，不过它们更喜爱常绿植物。它们会倾向於把巢修筑在3－10米的高度，雄鸟和雌鸟都会参与修筑巢穴，不过雄鸟主要是收集巢材，雌鸟主要是筑巢。巢为大杯状，外径约18厘米，内径约10厘米，巢材包括小枝、小根、树皮条、苔藓、其他植物材料、布片、纸片和羽毛，另外它们会用软泥将巢内部修整成小杯状，而在所有的北美洲松鸦中，只有它们和暗冠蓝鸦会将软泥用於筑巢。它们会努力地把小枝都材料弄断，以便更好的利用。为了收集材料，它们不惜远距离飞行，不过如果附近有强势的天敌，它们可能会弃巢而逃。
它们对筑巢地点不太挑剔。如果没有太好的筑巢地点，如当地的森林被严重砍伐时，它们甚至会选择如大信箱作为筑巢地点，这种情况在美国乡村地区很典型。。在找到合适的筑巢地点前，它们也可能会占用其他鸣禽的巢，如旋鸫（Turdus migratorius）的巢常被冠蓝鸦占用。筑巢一般从4月中旬开始，5月初就会开始产卵。
冠蓝鸦有复杂的社会体系，是典型的终身一夫一妻制鸟类。一些冠蓝鸦在求偶期间会直挺挺地在树枝间跳来跳去，不过人们对於它们的求偶习性知之甚少。虽然很多鸟类在孵蛋时都有雄鸟喂养雌鸟的情况，但是冠蓝鸦从求偶期间开始就有这种行为，它们会飞到雄鸟附近，然後像雏鸟一样作出祈求食物的姿势，这样雄鸟就会饲喂它们。两性都会筑巢并抚养幼鸟，不过只有雌鸟会孵蛋。北方的冠蓝鸦一年只会产1窝蛋，而生活在南方的冠蓝鸦一年会产2－3窝蛋。一窝2－7枚蛋，不过一般是4－5枚蛋，每一窝蛋都可能有不同的颜色，可能是淡黄色、淡绿色或淡蓝色，上面有棕褐色或橄榄色的斑点或色块。每个蛋长2.5－3.3厘米，直径1.8－2.2厘米。当雌鸟孵蛋时，雄鸟会将食物喂食给雌鸟，16－18日之後就会孵化。刚出生的雏鸟双目紧闭，全身无毛，嘴喙线为红色，非常无助，它们如果听到鸟降落在巢边的声音，就会张开小嘴，等待父母喂给它们食物。雏鸟在出生17－21日之间会长出羽毛，如果在此之前它们就出巢，原因可能受到外界干扰。在长出羽毛的1－3日前，个别雏鸟可能会离开巢远达5米，在附近徘徊，这时即使它如何大声祈求父母喂食，父母也不会理睬它，除非它归巢。这段时期人们常常会发现被丢弃的雏鸟，就是由於这个原因，不过如果这些雏鸟能归巢或者被放到巢附近，成年冠蓝鸦就会继续喂养它们。离巢後的第二天，幼鸟就能离开父母23米以外的距离。孵化一个月之後幼鸟就能自己觅食，不过成年冠蓝鸦仍会至少喂养幼鸟一个月或两个月，有时甚至会达到四个月，这取决於幼鸟独立的程度。幼鸟长出羽毛後，冠蓝鸦全家会一起行动和觅食，到初秋时幼鸟就会各奔东西，这是为了避免在冬季时互相争夺食物。

### 智慧
冠蓝鸦是最聪明的鸟类之一。它们会等待并观察人，直到人把食物放下并走远後，它们才会俯冲下去窃走食物。冠蓝鸦也会同乌鸦一起观察人类播种，当人走後它们就会挖出并吃下种子。冠蓝鸦是领地观念很强的鸟类，它们会赶走喂食器附近的其他鸟以便更轻松地享受美餐。冠蓝鸦名声不好，因为它们会侵占其他鸟类的巢，窃取其他鸟类的卵、幼雏和巢。不过，这种情况实际上并不像人们所想的那么普遍。
像其他的鸦科一样，冠蓝鸦是非常好奇、聪慧的一种鸟。年轻的冠蓝鸦会高兴的夺取颜色鲜艳或反光的物体，如瓶盖或铝箔，然後带着这些东西到处闲逛，直到它们失去兴趣时才会扔掉这些东西。人们已观察到，圈养的冠蓝鸦能以报纸条作为工具获得食物。

## 保护现状
冠蓝鸦的分布区广大，达到约670万平方千米，数量约为2200万只，而且数量目前仍在增长，因此被IUCN评为无危。它们与人类和谐相处，不过主要的死因是受到家猫和狗的攻击。它们对人类生活基本没有直接的影响，唯一的危害就是它们有可能作为西尼羅河病毒的传播者，因为鸦科较容易感染这种病毒。目前冠蓝鸦不受大多数法律保护，不过一些地区会有地方性法律保护它们。

## 文化象征
冠蓝鸦是加拿大愛德華王子島的省鸟。冠蓝鸦已被许多运动团体作为吉祥物，如多伦多的美国职棒大联盟棒球队多倫多藍鳥（Toronto Blue Jays）就是以冠蓝鸦（Blue Jay）命名的。冠蓝鸦也是约翰·霍普金斯大学体育队和克雷顿大学体育队的吉祥物。
此外，卡通頻道動畫「天兵公園」的主角鳥哥亦是以冠藍鴉為原型設計的。
在美国南部黑人的民间传说中，冠蓝鸦是魔王的仆人。人们在星期五不会见到他，因为他被禁锢在地狱中，不过，一旦星期六来临，他会非常高兴快活，因为他从地狱中被释放了出来。